# Lokátor

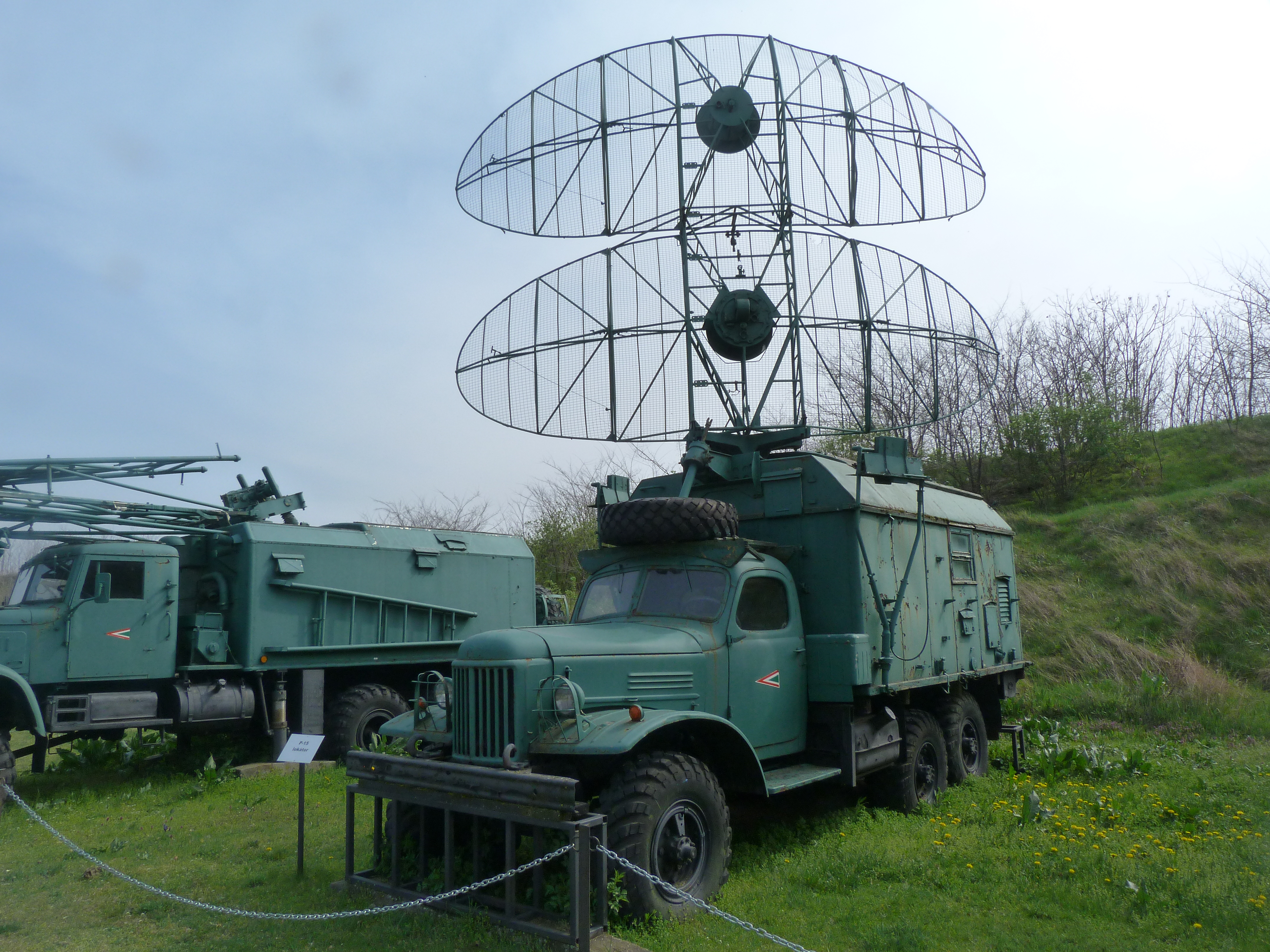
P-15 lokátor a Magyar Néphadseregben

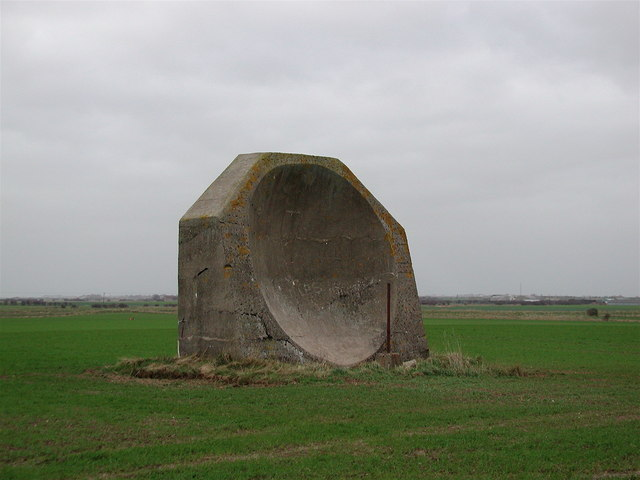
Első világháborús betonlokátor Angliában, a közeledő léghajók hangjának észlelésére

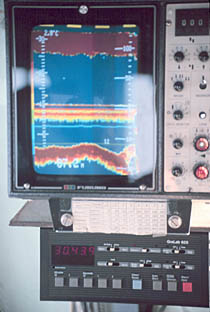
Halkereső szonár képernyője

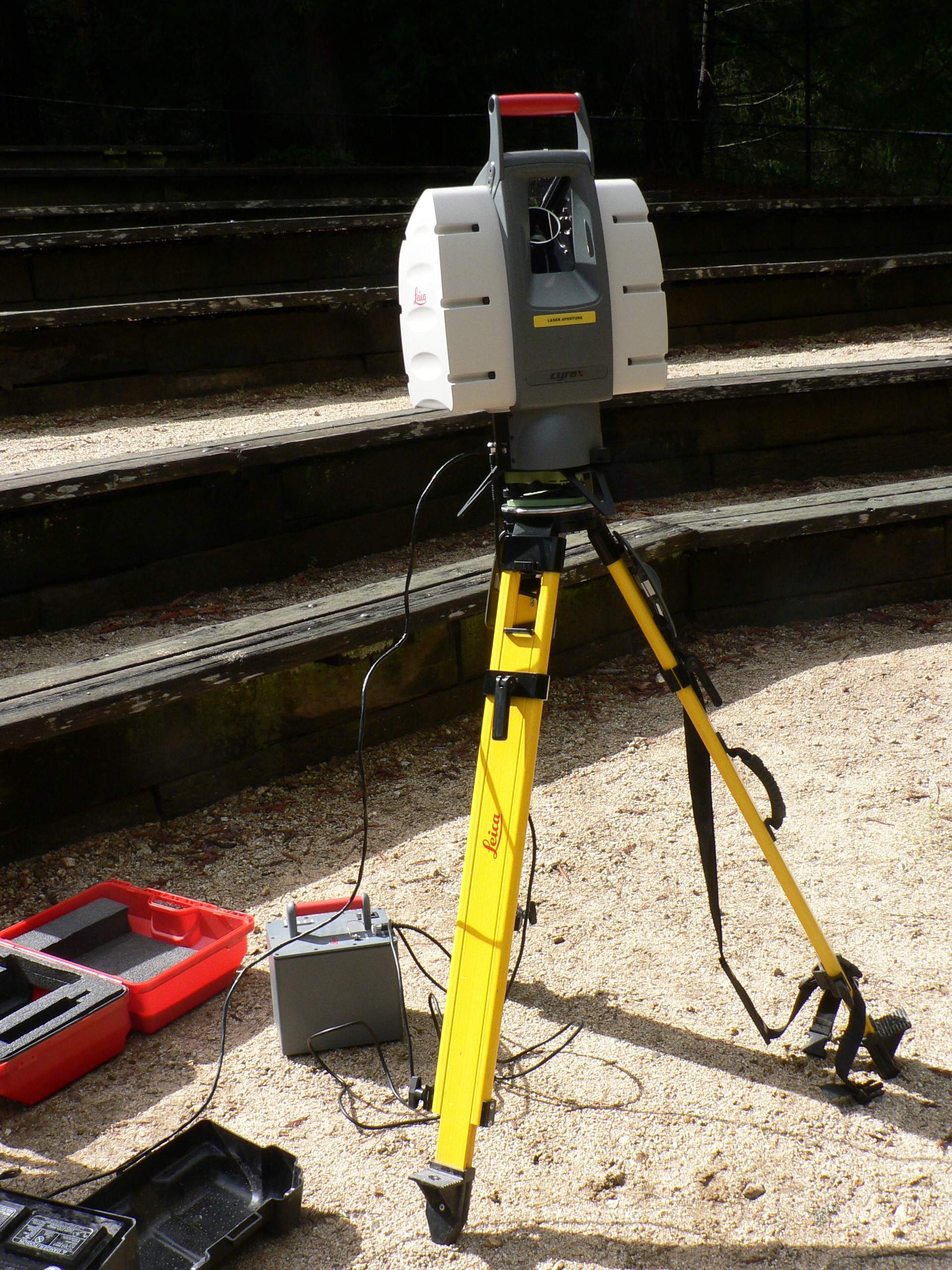
Optikai lokátor, ún. lidár

A lokátor (angol locator) tárgyak, terepvonulatok helyét, kiterjedését, esetleges mozgását és egyéb jellemzőit elektromágneses vagy hanghullámok segítségével meghatározó, esetenként képernyőn három dimenzióban is leképező térinformatikai eszköz.
Kezdetlegesebbek a passzív lokáció elvén működő, tölcsér- vagy kagylószerű eszközök, amelyek csupán érzékelik a külvilág által kibocsátott hanghullámokat, s azok intenzitása alapján határozzák meg a bemérendő tereptárgyak irányát (több eszköz együttes alkalmazásával annak távolságát, pontos helyzetét is). A 20. századtól jelentek meg azok az aktív lokációs berendezések, amelyek az általuk generált hullámok visszaverődése alapján térképezik fel a környezetet. Az egyes lokátortípusokat rendszerint a hadviselésben vetették be először, majd innen kerültek át polgári alkalmazásba is. Működési elvük és felhasználási területük szerint a lokátorok alábbi főbb típusait különböztethetjük meg:
- Akusztikus lokátor vagy hanglokátor (szonár, hidrolokátor, echométer vagy akusztikai mélységmérő): Jellemzően víz alatti mérésekre használható, ultrahanghullámokat kibocsátó lokátor, amelyet a hajózásban és a vízügyben mederfelvételre, mélységírásra alkalmaznak. Speciális változata a meteorológiában ismert, infrahanghullámokat kibocsátó akusztikus radar (szodár vagy SODAR, infralokátor), amely a légköri mozgásrendszer tulajdonságait (légmozgások, hőcserefolyamatok stb.) méri.
- Elektroakusztikus lokátor (echolot): A berendezés és a mért tárgy közötti távolságot a kibocsátott piezoelektromos hang segítségével, annak terjedési sebessége ismeretében kiszámító, s azt echográfon megjelenítő eszköz.
- Rádiólokátor (radar): Az általa kibocsátott elektromágneses rádióhullámok alapján a tágabb környezet jellemzőit és tereptárgyait bemérő, a hadászatban, a repülésben, a hajózásban, a meteorológiában és a csillagászatban alkalmazott eszköz. Nagy előnye a többi lokátortípussal szemben, hogy a rádióhullám kisebb akadályokon (diszperz rendszereken, falakon stb.) is áthatol, hatótávolsága lényegesen nagyobb, emellett körbeforgó antennájával 360 fokban képes radarimpulzusokat kibocsátani és fogadni.
- Optikai lokátor (lidár vagy LIDAR): Lézersugarakat kibocsátó eszköz, amely a visszaverődés idejéből számítja ki a bemért tárgy távolságát. Felhasználási köre rendkívül széles, a hadászaton kívül alkalmazzák az építőiparban, a meteorológiában, a geodéziában, a geológiában, a paleontológiában és a régészetben.
- Ultraszonográf vagy szonográf: Speciális orvosi diagnosztikai berendezés, amely a kibocsátott és visszaverődött ultrahanghullámok kiértékelésével láthatóvá teszi a belső szerveket, az izmokat, az anyaméhben fejlődő magzatot, a lehetséges patológiai elváltozásokat és léziókat.

A lokátorok működési elveire a természet is mutat példákat: az állatok és az ember füle a környezet hangjainak felerősítésére szolgáló passzív lokációs eszköz, míg a denevérek, cickányok, delfinek és más cetfélék által kibocsátott, majd visszaverődött hanghullámokat felfogó és kiértékelő, ezzel tájékozódásukat segítő ún. bioszonár az aktív lokáció egy természetes válfaja.